# Чечевиця червоногорла
Чечевиця червоногорла (Carpodacus puniceus) — вид горобцеподібних птахів родини в'юркових (Fringillidae). Мешкає в горах Центральної Азії і на Тибетському нагір'ї. Раніше цей вид відносили до монотипового роду Червоногорла чечевиця (Pyrrhospiza), однак за результатами молекулярно-генетичного дослідження його було переведено до роду Чечевиця (Pyrrhospiza).

## Опис

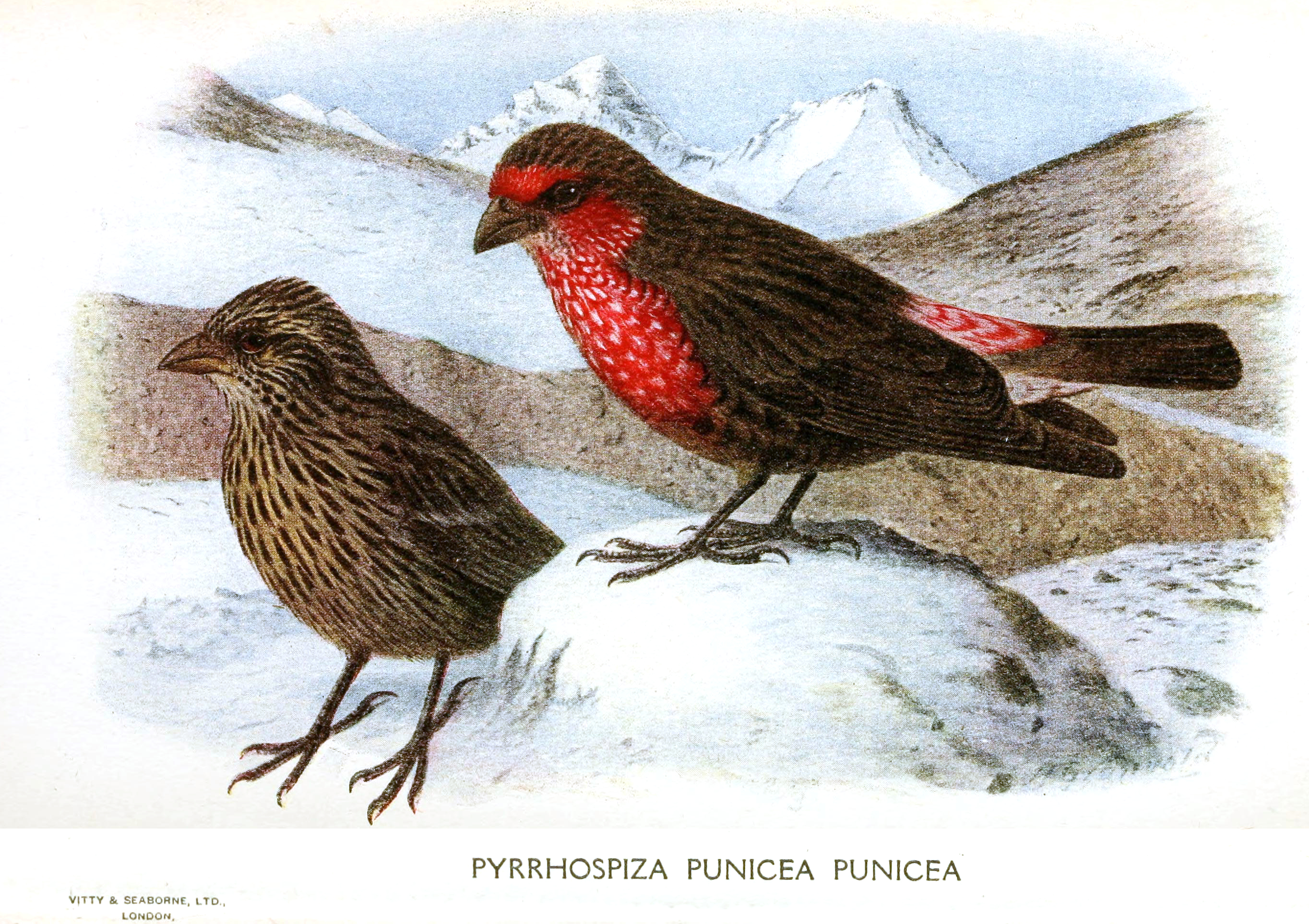
Пара червоногорлих чечевиць

Довжина птаха 20 см, вага 42-51 г. Довжина крила у самців становить 196-120 мм, у самиць 105-117 мм, довжина хвоста у самців становить 72-85 мм, у самиць 70-82 мм, Виду притаманний статевий диморфізм.
Самці мають переважно коричневе забарвлення, за винятком яскраво-червоних лоба, обличчя, горла, верхньої частини грудей і надхвістя. Через очі ідуть коричневі смуги, скроні коричневі. На животі і гузці темно-коричневі смуги. Покривні пера крил коричневі зі світлими краями, махові пера коричневі з вузькими охристими краями. Хвіст темно-коричневий, пера на ньому мають світлі края. Очі червонувато-карі, дзьоб тонкий, гострий, чорнувато-коричневий, лапи чорнуваті.
У самиць верхня частина тіла темно-сіро-коричнева, поцяткована темними смугами, надхвістя і верхні покривні пера хвоста дещо світліші. Пера на лобі мають охристі кінчики, обличчя охристо-коричневе, поцятковане темними смужками. Підборіддя, горло і верхня частина грудей блідо-охристі, нижня частина грудей і живіт темно-коричневі з сірим відтінком. Забарвлення молодих птахів є подібним до забарвлення самиць, однак сірий відтінок в їх оперенні відсутній.

## Підвиди
Виділяють п'ять підвиди:
- C. p. kilianensis Vaurie, 1956 — від Тянь-Шаня і Паміра до гір Куньлунь і північно-східного Ладакха;
- C. p. humii (Sharpe, 1888) — західні Гімалаї, Гіндукуш, Каракорум;
- C. p. puniceus (Blyth, 1845) — центральні Гімалаї (від Непала до південно-східного Тибета);
- C. p. sikangensis Vaurie, 1956 — південний Сичуань;
- C. p. longirostris (Przewalski, 1876) — від східного Цинхая до південного Ганьсу (Наньшань) і північно-західного Сичуаня.

## Поширення і екологія
Червоногорлі чечевиці мешкають в Китаї, Киргизстані, Казахстані, Узбекистані, Таджикистані, Пакистані, Афганістані, Індії, Непалі і Бутані. Вони живуть на скелястих гірських схилах і кам'янистих плато, на високогірних луках, поблизу льодовиків, на висоті від 3900 до 5700 м над рівнем моря, що набагато вище верхньої межі лісу. Взимку мігрують нижче по гірських схилах, на висоту від 3000 до 4575 м над рівнем моря, дуже рідко на висоту 1500 м над рівнем моря. Зустрічаються парами або невеликими зграйками. Живляться переважно насінням трав, а також пагонами, квітками і ягодами. Червоногорлі чечевиці є моногамними птахами, під час сезону розмноження, який триває з травня по серпень, демонструють територіальну поведінку. Гніздо чашоподібне, робиться з трави, гілочок і корінців, встелюється пухом. В кладці 3-4 блакитних яєць, поцяткованих чорнувато-бурими плямками. Інкубаційний період триває приблизно 2 тижні, насиджують самиці. За пташенятами доглядають і самиці, і самці, вони покидають гніздо через 3 тижні після вилуплення.